# Euro 2000: Albumul Oficial
Euro 2000™: The Official Albumeste un album cu diverși artiști, lansat pe 12 iunie 2000 a albumul oficial al UEFA Euro 2000 în Belgia și Olanda.

## Lista melodiilor
1. Campione 2000 – E-Type
2. Carnaval 2000 (Rapino Brothers mix) – Dario G
3. Formula Football – Perfecto FC
4. Jerusalem (Pet Shop Boys mix) – Fat Les 2000
5. Olé Olé Olé Olé (Metaphonic mix) – Eurostars
6. Fußball (Adoration mix) – Sash!
7. Party Time – DJ Jean
8. Aïda 2000 – DJ Jurgen
9. U – WestBam
10. Out There and Back – Paul van Dyk
11. Push It to the Limit (DJ Jurgen mix) – Nagano All Stars
12. Euro Chant 2K – Shaft
13. Great Escape 2000 (Dirty Rotten Scoundrels mix) – England Supporters Band
14. Agustito (Euro 2000™ mix) – Ketama
15. Ready to Go – Republica
16. Vindaloot (Ben Hillier mix) – Fat Les
17. Three Lions (1998) – Lightning Seeds & David Baddiel / Frank Skinner
18. Here We Go (Eng-Er-Land) – DJ Top Draw
19. Rondeau (As if mix) – C.J.S. & Maria Confait
20. Jerusalem – Fat Les 2000
21. Campione 2000 (MCM mix) – CF Fonotron
22. In Ancient Times?? - Necunoscut (Melodie ascunsă)